# まがりばかさ歯車

まがりばかさ歯車（まがりばかさはぐるま、曲がり歯傘歯車、spiral bevel gear）は、かさ歯車の一種で、歯先が曲線を描いているもの（曲がり歯）である。一般には噛み合う歯車の2軸は直角を含む180°以外の角度を持って交わっているもの（交差軸歯車）を指し、交わっていないもの（食い違い軸歯車）はその商品名からハイポイド・ギアと呼ばれる。傘歯車は自動車のディファレンシャル・ギアなど、回転軸の方向を90°変換するためなどに用いられるが、歯を曲がり歯にすることで平歯車やすぐ歯のはす歯傘歯車に比べて振動と騒音の発生を抑えることができる。必要に応じて高回転側の小さな歯車はピニオン歯車、低回転側は冠（クラウン）歯車またはギア歯車と呼ばれる。

## ねじれ方向

ねじれ方向。

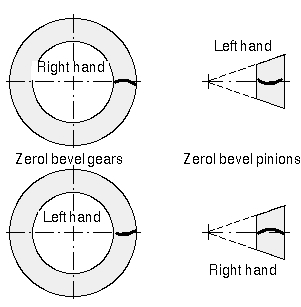
ゼロール歯車。ねじれ角がおおよそ 0 のまがりばかさ歯車。

直観的には、歯筋 (歯先の曲線) を見て右下がりになっているものが右ねじれ、左下がりが左ねじれである。厳密には「歯先を上にして、基準ピッチ面の直線母線 に沿って眺めている観察者からの距離が増 加していくにつれて、連続する正面歯形が 時計方面に変位する歯車」が右ねじれの歯車である。
半径あるいは軸に対してどのように歯が曲がっているかで、右ねじれと左ねじれの二種類がある。右ねじれ同士、あるいは左ねじれ同士の歯車を噛み合わせることはできない。かさ歯車としてのピッチ角が90°より大きくても（internal）小さくても（external）、噛み合いは右ねじれと左ねじれの組み合わせで行われる。そのため二つの歯車は組み合わせて設計される。このねじれの定義と噛み合わせの際の性質は、円筒あるいは傘の斜歯歯車やハイポイド・ギアでも同じである。

## ハイポイド・ギア

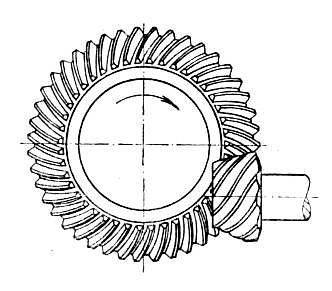
ハイポイド・ギア。

噛み合っている歯車の2軸が交わらないまがりばかさ歯車はハイポイド・ギアと呼ばれる。まがりばかさ歯車は通常円錐面に歯を切って作られるが、ハイポイド・ギアでは双曲面が使われることからこの名がある。ピニオンとクラウンの軸の距離はオフセットと呼ばれる。実際の設計ではねじれ角はピニオン側で大きく、クラウン側で小さく取られるため、同サイズ、同減速比のまがりばかさ歯車に比べるとピニオンの直径が大きくなる。
ハイポイド・ギアの噛み合いでは滑りによる損失が生じるため、効率は平歯車とウォーム・ギアの間程度である。このため、歯の接触面で発生する高圧下で効果をもつ潤滑剤を用いる必要がある。複数の歯が同時に噛み合うため、より高負荷に耐えられる。これらにより、かつてはウォーム・ギアが用いられていた省スペース・高減速比・大トルクの動力伝達に用いられる。潤滑が適切に行われれば騒音は小さい。クライマックス式蒸気機関車に使用された。

## ねじれ角

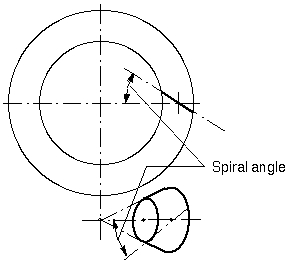
ねじれ角。

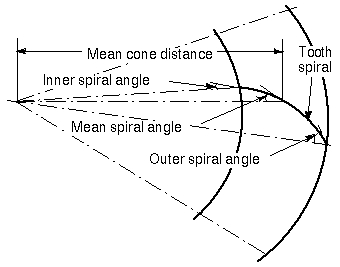
ねじれ角における各部の名称。Mean cone distance: 平均円錐直径、mean spiral angle: 平均ねじれ角、outer spiral angle: 外ねじれ角、innter spiral angle: 内ねじれ角。

まがりばかさ歯車におけるねじれ角は、ピッチ円錐の母線と歯のなす角度であり、複数の定義がある。
- 平均ねじれ角：平均円錐直径における角度
- 外ねじれ角：クラウン・ギアの外径における角度
- 内ねじれ角：クラウン・ギアの内径における角度

## まがりばかさ歯車とハイポイド・ギア
まがりばかさ歯車に比べてハイポイド・ギアはより静音で高負荷に耐え、したがってより大きなギア比に用いることができるが、接触面で生じる滑りによる発熱のため、適切な潤滑が必要になる。
後輪駆動自動車の駆動力伝達にはこれまでハイポイド・ギアがよく用いられていたが、燃費低減のために伝達効率を重視してまがりばかさ歯車を利用する例が増えている。しかし大きな貨物用自動車では、伝達できるトルクの大きなハイポイド・ギアが用いられる。ハイポイド・ギアではオフセットが大きくなると伝達効率が小さくなる。現実には、まがりばかさ歯車の効率がよくても、より高負荷に耐えられるハイポイド・ギアをすべて置き換えることはできない。同じ負荷に耐えるように設計するには、まがりばかさ歯車はより大きな直径にする必要があり、重量や慣性の増加を招く。
乗用車においては、ハイポイド・ギアを使えば駆動輪の中心から見てドライブ・シャフトをより低い位置にできる。これにより座席を低くし、乗降を容易にできるが、前述のようにオフセットを大きくすると伝達効率が低下する。